# Țipala
Țipala è un comune della Moldavia situato nel distretto di Ialoveni di 4.295 abitanti al censimento del 2004

## Località
Il comune è formato dall'insieme delle seguenti località (popolazione 2004):
- Țipala (3.609 abitanti)
- Bălțați (442 abitanti)
- Budăi (244 abitanti)